# Roman Kretsj
Roman Sergejevitsj Kretsj (Russisch: Роман Сергеевич Креч) (Petropavlovsk, 14 juli 1989) is een Kazachs langebaanschaatser.

## Biografie
Bij de junioren deed Kretsj het op internationaal gebied zeer verdienstelijk, zo wist hij bij de Wereldkampioenschappen schaatsen junioren 2009 brons op de 1000 meter te pakken en behaalde hij zilver op de 1500 meter. Zijn eerste grote kampioenschap bij de senioren was in 2010 bij het Wereldkampioenschap Sprint, daar eindigde Kretsj als 26e in het eindklassement. Hij nam tevens deel aan de Olympische Winterspelen 2010 in Vancouver. Kretsj eindigde op de 500 meter op de 34e plaats en op de 1000 meter werd hij 28e.
In 2012 was Kretsj, ondanks een knieblessure, op weg naar zijn beste resultaat op het Wereldkampioenschap Sprint, maar moest zich toch noodgedwongen terugtrekken voor de laatste afstand, door de knieklachten. Door deze blessure is hij gedurende het seizoen 2012-2013 nog niet in actie gekomen. Hij was dat jaar lid van het internationale schaatsteam SportNavigator.nl. Op 12 november 2016 won Kretsj de 500 meter tijdens de wereldbekerwedstrijd in Harbin waarmee hij wereldrecordhouder Pavel Kulizhnikov voorbleef.

## Persoonlijke records
| Afstand    | Tijd    | Datum                             | Baan           |
| ---------- | ------- | --------------------------------- | -------------- |
| 500 meter  | 34,21   | 25 februari 2017 26 februari 2017 | Calgary        |
| 1000 meter | 1.08,21 | 21 november 2015                  | Salt Lake City |
| 1500 meter | 1.51,57 | 21 oktober 2009                   | Tsjeljabinsk   |
| 3000 meter | 4.02,75 | 23 augustus 2008                  | Tsjeljabinsk   |
| 5000 meter | 7.21,79 | 23 februari 2008                  | Changchun      |

## Resultaten
| Jaar | WK sprint            | WK afstanden       | Olympische Spelen  | Wereldbeker             | WK junioren          |
| ---- | -------------------- | ------------------ | ------------------ | ----------------------- | -------------------- |
| 2008 |                      |                    |                    |                         | 18e · (, 24, 10, 24) |
| 2009 |                      |                    | 59e 1000m          | 4e 500m · 1000m · 1500m |                      |
| 2010 | NC26 (18, 27, 14, -) |                    | 34e 500m 28e 1000m | 37e 500m                |                      |
| 2011 | NC26 (26, 22, 19, -) | DQ1 500m           |                    | 23e 500m 25e 1000m      |                      |
| 2012 | NC25 (12, 17, 15, -) | 19e 500m 19e 1000m | 27e 500m 21e 1000m |                         |                      |
| 2013 |                      |                    | 41e 500m           |                         |                      |
| 2014 | 10e (4, 12, 7, 14)   |                    | 7e 500m 13e 1000m  | 32e 500m 49e 1000m      |                      |
| 2015 | 14e (4, 21, 6, 19)   |                    |                    | 26e 500m 39e 1000m      |                      |
| 2016 | 14e (11, 20, 5, 16)  | 16e 500m 16e 1000m | 17e 500m 25e 1000m |                         |                      |
| 2017 | 10e · (, 15, , 17)   | 16e 500m           | 15e 500m 43e 1000m |                         |                      |
| 2018 |                      |                    | 35e 500m           | 42e 500m                |                      |
|      |                      |                    |                    |                         |                      |
| 2020 |                      |                    |                    | 14e 500m 0p 1000m       |                      |
| 2021 |                      | 18e 500m 22e 1000m | 18e 500m 20e 1000m |                         |                      |
| 2022 |                      |                    |                    | 48e 500m                |                      |

- = geen deelname
DQ# = diskwalificatie voor de #e afstand
NC# = niet gekwalificeerd voor de laatste afstand, maar wel als # geklasseerd in de eindrangschikking
(#, #, #, #) = afstandspositie op sprinttoernooi (500m, 1000m, 500m, 1000m) of op juniorentoernooi (500m, 3000m, 1500m, 5000m).